# گدفروید دوریز

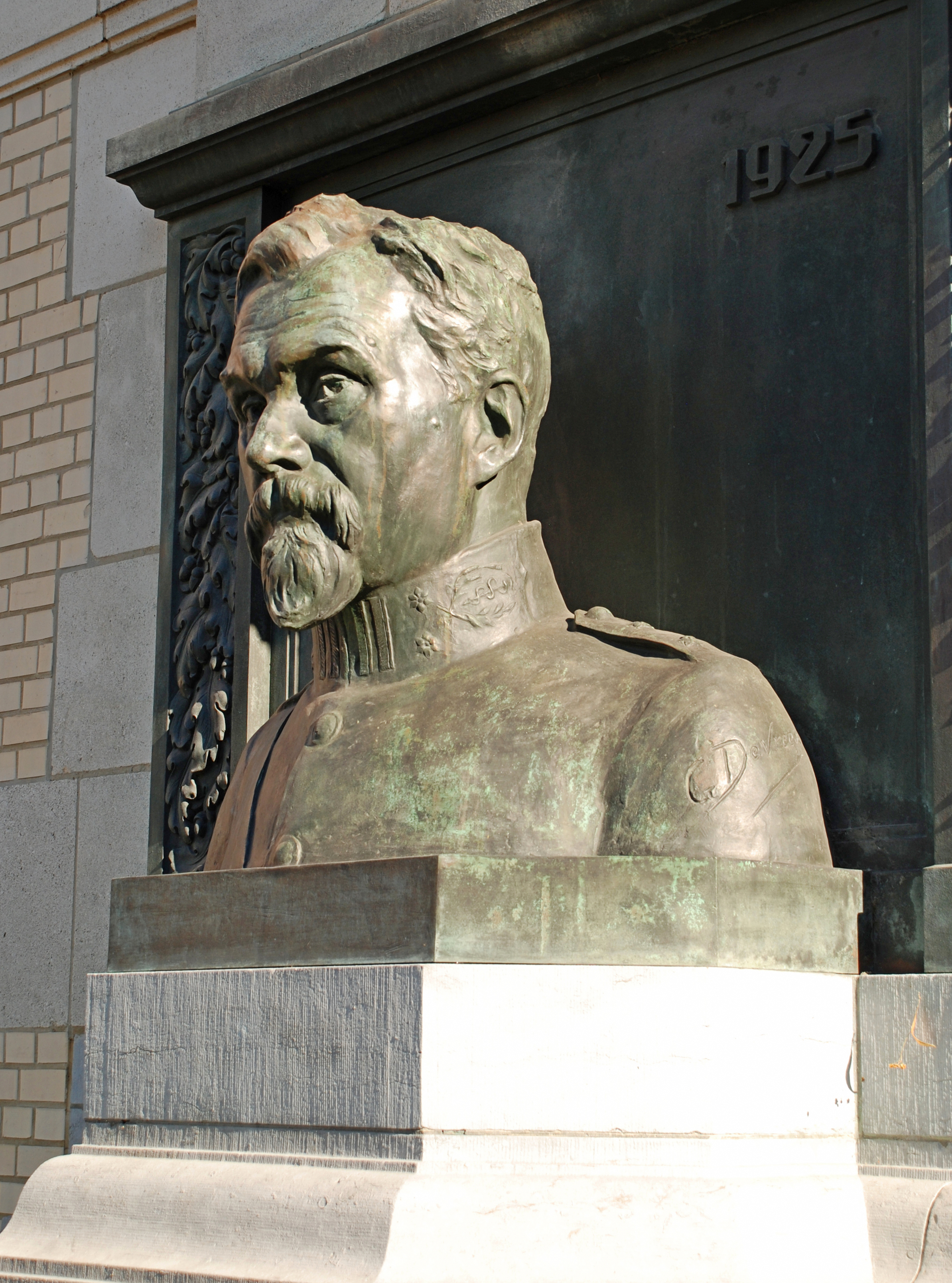
مجسمۀ نیم‌تنۀ آنتوان دُپاژ اثر گدفروید دوریز، میدان ژرژ بروگمان در ایکسل (۱۹۲۶ میلادی)

گُدفروید دوریز (به فرانسوی: Godefroid Devreese) (زادۀ ۱۹ اوت ۱۸۶۱ میلادی – درگذشتۀ ۳۱ اوت ۱۹۴۱ میلادی) مجسمه‌ساز بلژیکی بود. کار او بخشی از رویداد مجسمه‌سازی در مسابقات هنری در بازی‌های المپیک تابستانی ۱۹۳۶ میلادی بود.